# 八橋城
八橋城（やばせじょう）は、鳥取県東伯郡琴浦町大字八橋にあった日本の城。琴浦町指定史跡。城跡はJR八橋駅のすぐ横にあり、線路によって二分される。大江城とも呼ばれる。

## 概要

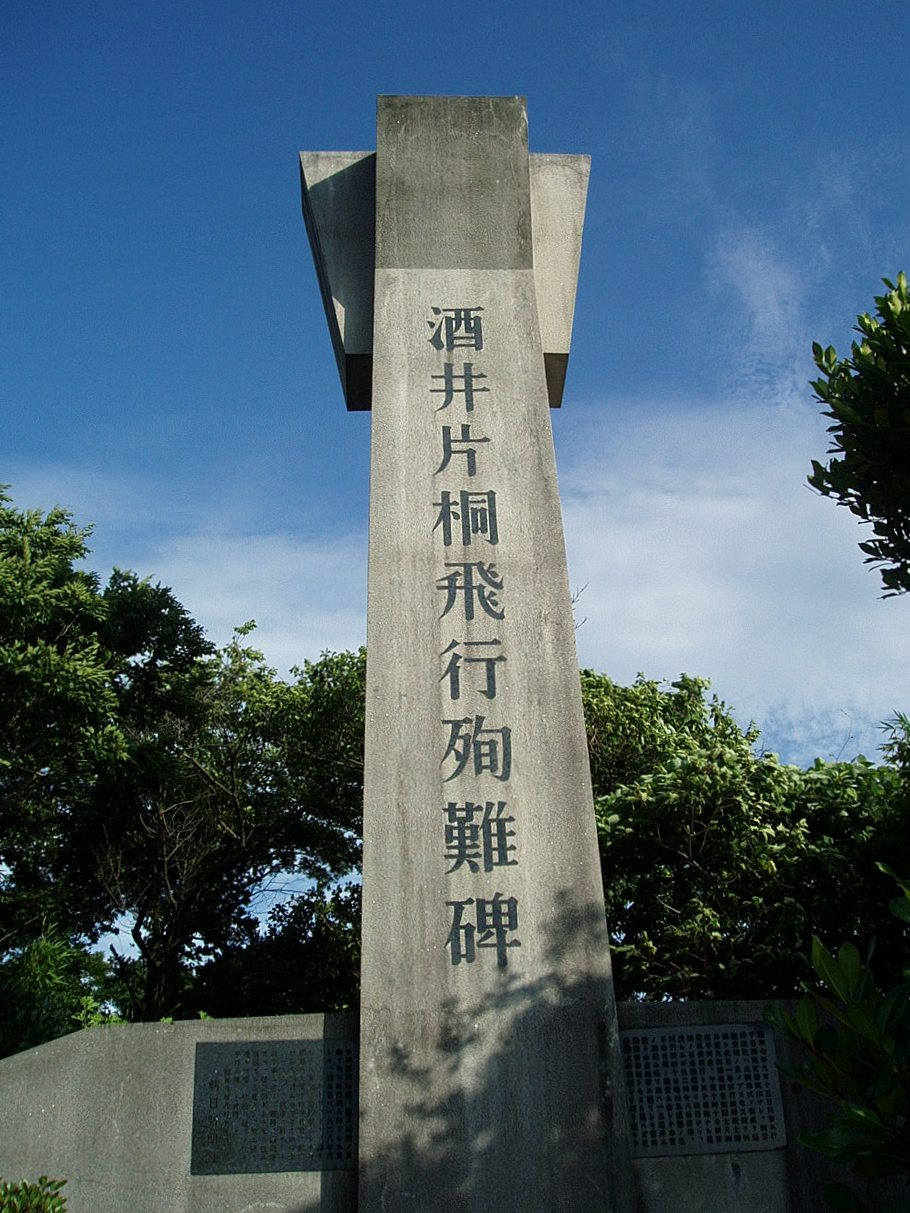
酒井片桐飛行殉難碑

戦国時代、東伯耆の要衝である。行松氏歴代の城であったが、尼子氏と毛利氏の争乱の舞台となった。
城跡には、飛行機をかたどった「酒井片桐飛行殉難碑」がある。1932年（昭和7年）9月15日、朝日新聞社機が八橋沖に墜落した事故によって殉職した酒井憲次郎操縦士・片桐庄平機関士を記念するもので、事故の翌年の1933年（昭和8年）に建立された。同機は満州から日満議定書調印のニュースを積んでの帰途であった。
また南麓にある「泰玄寺」は城主代々の菩提寺と伝え、『伯耆志』には杉原盛重の実の墓が所在すると記される。

## 構造
- 「大手は東向き、本丸の高さ麓より26間、境地南北32間、東西23間、巡り87間あり云々」と記録に残る。石垣が現存する。

## 歴史
- 大永4年（1524年）、大永の五月崩れによって落城。尼子領となり、吉田左京亮が居城し、伯耆西3郡を支配した。（ただし、現在ではこの説は否定されている。東伯耆地方への尼子氏の進出は天文年間以降と推定されている。）
- のち、吉田左京亮は播磨国で毛利方の三村家親と戦って討死し、その子源四郎が城主となる。
- 永禄7年（1564年）、吉田勢は法勝寺（南部町）に進出してきた三村家親を討とうと進軍する。
- 永禄8年（1565年）、毛利方は香川光景の加勢を得て、八橋城を攻める。城主源四郎は城兵200人と強行突破で包囲を破り、尼子方の拠点月山富田城へ落ち延びる。
- のち、毛利方の武将杉原盛重が居城。
- 天正8年（1580年）4月24日、南条元続・元清兄弟、二波にわたって八橋城を攻撃する。
- 天正9年（1581年）、杉原盛重病死し、二男杉原景盛が在城する。杉原景盛、兄元盛を謀殺する。
- 天正10年（1582年）、杉原景盛、吉川氏に攻められ戦死。
- 豊臣氏と毛利氏との和睦成立後は、毛利氏の所有となり、南条領に毛利の軍事拠点が存在する特異な形となる。
- 天正12年春、南条氏、八橋より赤崎原へ出陣する。この頃、八橋城を回復か。
- 慶長5年（1600年）、南条氏滅亡。米子城の中村一忠領となり、一忠の叔父中村一栄（3万石）が居城とする。
- 慶長14年（1609年）、中村一忠病死により、家断絶。美濃国今尾より市橋長勝（矢橋藩2万3千石）が居城とする。
- 元和3年（1617年）、鳥取藩池田光政領となり、池田長明が居城。
- 寛永9年（1632年）、鳥取藩池田光仲領となる。以後、八橋は家老・津田氏の自分手政治の地となり、陣屋が設けられ、明治まで続く。